# Sabalan
O Monte Sabalan (em persa: سبلان, em azeri:  Savalan, ساوالان, em armênio/arménio:   Շահվարզան - Shahvarzan ou Սահվարզան - Sahvarzan) é uma montanha do Irão que atinge os 4811 m de altitude e que tem 3283 m de proeminência topográfica. É um estratovulcão extinto provavelmente no Holoceno.
Situa-se na província de Ardabil no noroeste do Irão, sendo a terceira mais alta montanha do país. Tem um lago de cratera permanente no topo. Tem também uma estância de esqui (Alvares) e é uma área turística, com belos panoramas.
É um dos locais sagrados para o Zoroastrianismo, pois foi o local onde Zoroastro meditou alguns anos. 

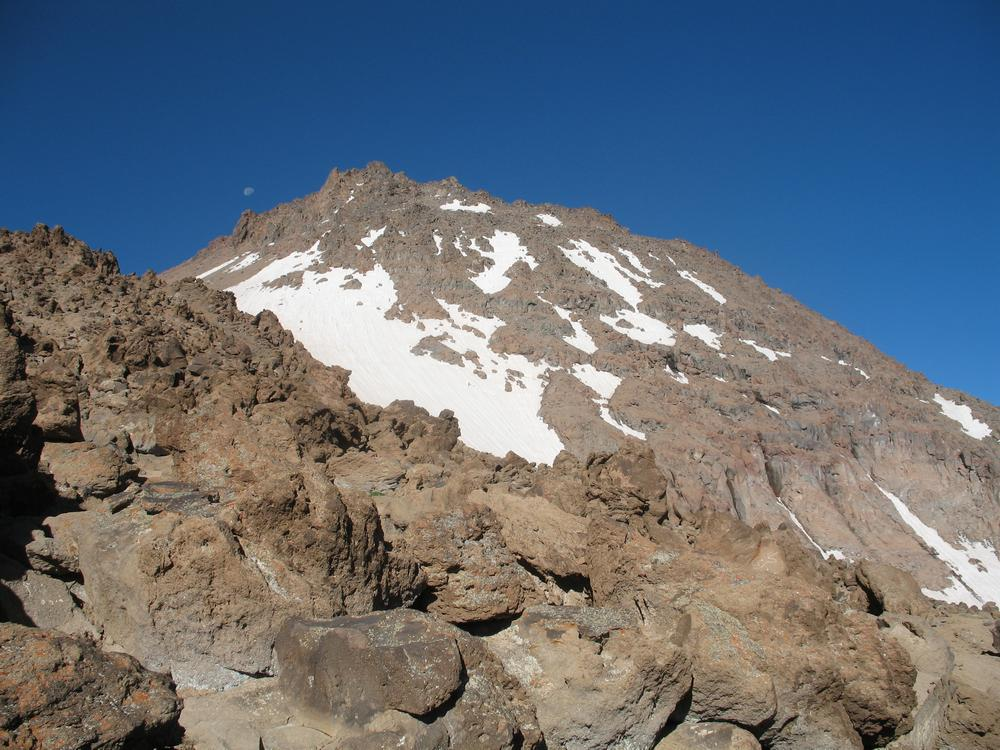
Vista do cume do Savalan.